# Christoph Metzelder
Christoph Metzelder (født 5. november 1980 i Haltern, Vesttyskland) er en tysk tidligere fodboldspiller, der senest spillede for Schalke 04 i den tyske Bundesliga. Han kom til klubben i 2010 fra Real Madrid.

## Landshold
Metzelder spiller desuden for Tysklands fodboldlandshold, som han har været en fast grundsten på i mange år. Han repræsenterede holdet ved VM i fodbold 2002 og 2006 samt EM i 2008. Han spillede sin første landskamp den 15. august 2001 i en kamp mod Ungarn.